# Viktor Sergeev
Viktor Sergeev (Leningrado, 3 aprile 1938 – Mosca, 19 novembre 2006) è stato un regista sovietico.

## Filmografia parziale

### Regista
- Palač (1990)
- Genij (1991)